# GET AWAY
『GET AWAY』（ゲット・アウェイ）は、横関敦のアルバム。

## 内容
THE BRONXの横関敦の2作目のソロ・アルバム。トラック4まではTHE BRONXの同僚の今越義人をゲストボーカルに迎えた本体の『GET AWAY』を、トラック5以降は前作の『JET FINGER』を内包したものになっている。

## 批評
CDジャーナルは「ヘヴィ・メタルと呼ぶにはあまりにも軽快、ポップな仕上がり。うねりをもたせた展開は、スピード感があり、高速道路を走りながら聞いているとより軽さが出てくるようだ」と評した。

## 収録曲
1. INTRODUCTION（THE END） - GET AWAY
作詞：Gemini E T　作曲：月光恵亮
2. ON THE BORDER
作詞：S・A・Wisteria　作曲：横関敦
3. ALL I WANT IS FOR YOU
作詞：Gemini E T　作曲：横関敦
4. WHEN SHE'S GONE
作詞：S・A・Wisteria　作曲：佐藤宣彦
5. JET FINGER ～ FOX GLOVE ～
6. BEYOND THE SADNESS
7. TEARS IN THE MOONLIGHT
8. BREAK AWAY

## 参加ミュージシャン
- 横関敦 - ギター
  - 今越義人 - ゲストボーカル
  - 入江寛 - ベース
  - 関雅夫 - ベース
  - 四ツ谷ヨシヒロ - ドラム
  - 平田文一 - キーボード